# Epipterygium convalleum
Epipterygium convalleum är en bladmossart som beskrevs av Per Karl Hjalmar Dusén 1895. Epipterygium convalleum ingår i släktet Epipterygium och familjen Bryaceae. Inga underarter finns listade i Catalogue of Life.